# 元和姓纂

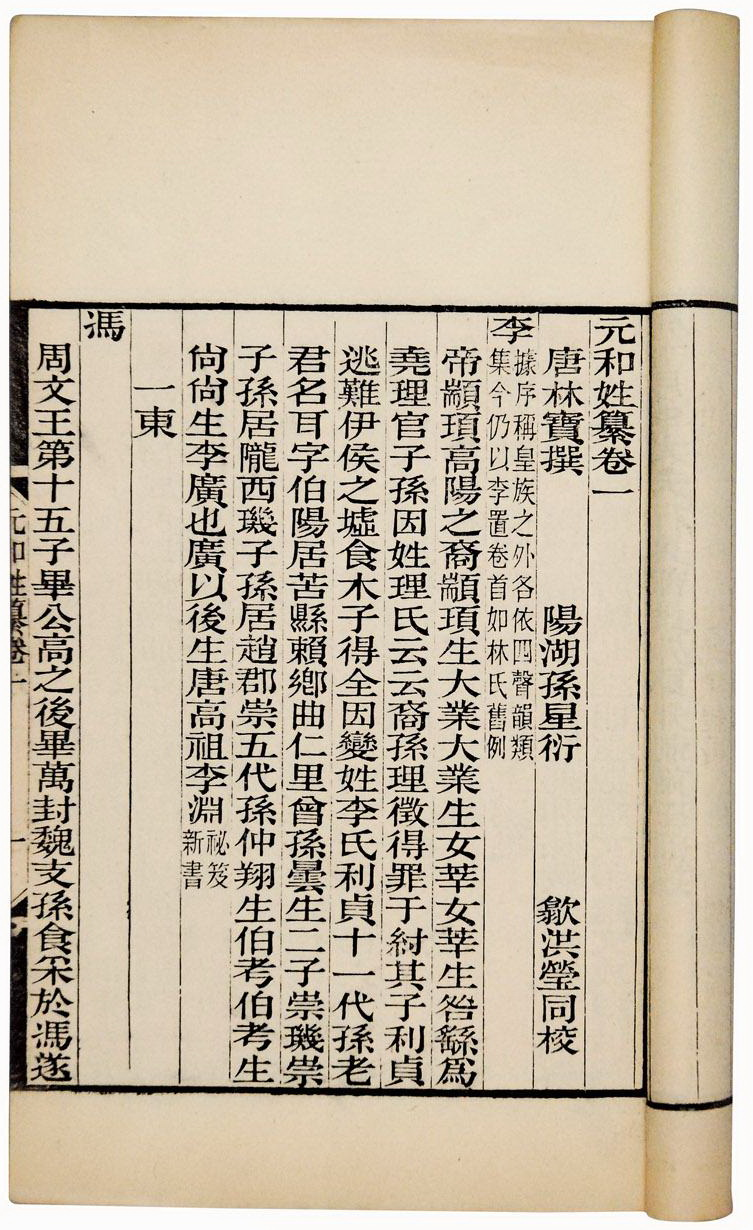
元和姓纂、金陵書局本（1880年）

『元和姓纂』（げんなせいさん）は、唐の元和7年（812年）に林宝（りんぽう）によって編纂された姓氏辞典。もと10巻。
現行の『元和姓纂』は主に『永楽大典』の中に引かれていた文章をもとに再編成された輯佚書である。

## 概要
作者は『新唐書』芸文志や『通志』氏族略序に林宝とする。『唐会要』『冊府元亀』では作者を王涯とするが、これは王涯が序を書いているために勘違いしたものである。序文から林宝は済南の人であり、太常博士だったことがわかるが、それ以外については何もわからない。
序によれば、憲宗のときに、宰相の趙国公（李吉甫）が林宝に命じて編纂させた。
姓を集めてその由来などを説明した書物として、紀元前の『世本』、2世紀の応劭『風俗通義』姓氏篇、5世紀の何承天『姓苑』などがあるが、いずれも滅んで伝わらず、他の書物の引用が残るのみである。
また、唐代には勅撰でしばしば姓氏録が編集され、『貞観氏族志』100巻（638年）、『姓氏録』200巻（659年）、『大唐姓族系録』200巻（714年）などの書名が知られるが、いずれも早く滅んだ。
輯佚書ではあるものの、『元和姓纂』は現存する唐代の姓氏辞典として、現在も姓氏に関する書物の中でしばしば参照される。

## 構成
林宝の序文によると、国姓である李氏を最初に置き、それ以外の姓は韻書の順に並べられていたようである。
各姓について、起源と郡望ごとの著名な人物を記す。

## 輯佚
『元和姓纂』は宋代にはすでに部分的にしか残っておらず、後に滅んだ。『四庫全書』に収録するときに『永楽大典』の中から輯佚して、『唐韻』（実際には『広韻』であろう）の順に並べ直したが、李氏を欠いていた。
『四庫全書』版は完全とは言えず、のち、嘉慶7年（1802年）に孫星衍と洪瑩が校勘した版が出版された。1915年には羅振玉が校勘した版が、1948年には上海商務印書館から岑仲勉の校勘による版が出版された。